# Tylodelphys
Tylodelphys är ett släkte av plattmaskar. Tylodelphys ingår i familjen Diplostomatidae.
Kladogram enligt Catalogue of Life:
| Tylodelphys | \| \| Tylodelphys clavata \| \| \| \| \| \| Tylodelphys podicipina \| \| \| \| |
|             | \| \| Tylodelphys clavata \| \| \| \| \| \| Tylodelphys podicipina \| \| \| \| |
|             | Alaria                                                                         |
|             |                                                                                |
|             | Bolbophorus                                                                    |
|             |                                                                                |
|             | Crassiphiala                                                                   |
|             |                                                                                |
|             | Didelphodiplostomum                                                            |
|             |                                                                                |
|             | Diplostomum                                                                    |
|             |                                                                                |
|             | Enhydridiplostomum                                                             |
|             |                                                                                |
|             | Fibricola                                                                      |
|             |                                                                                |
|             | Hysteromorpha                                                                  |
|             |                                                                                |
|             | Mesophorodiplostomum                                                           |
|             |                                                                                |
|             | Neascus                                                                        |
|             |                                                                                |
|             | Neodiplostomum                                                                 |
|             |                                                                                |
|             | Ornithodiplostomum                                                             |
|             |                                                                                |
|             | Parallelorchis                                                                 |
|             |                                                                                |
|             | Pharyngostomoides                                                              |
|             |                                                                                |
|             | Posthodiplostomum                                                              |
|             |                                                                                |
|             | Procyotrema                                                                    |
|             |                                                                                |
|             | Pulvinifer                                                                     |
|             |                                                                                |
|             | Spathaceum                                                                     |
|             |                                                                                |
|             | Uvulifer                                                                       |
|             |                                                                                |
|             | Tylodelphys clavata                                                            |
|             |                                                                                |
|             | Tylodelphys podicipina                                                         |
|             |                                                                                |

|  | Tylodelphys clavata    |
|  |                        |
|  | Tylodelphys podicipina |
|  |                        |